# Teuva
Teuva (Östermark trong tiếng Thụy Điển) là một đô thị của Phần Lan.
Vị trí ở tỉnh Tây Phần Lan trong vùng Nam Ostrobothnia. Đô thị này có dân số 6.307 người (năm 2005) và diện tích 555,4 km² trong đó có 1,34 km² là diện tích mặt nước. Mật độ dân số là 11,4 người trên mỗi km².
Dân đô thị này chỉ sử dụng tiếng Phần Lan